# Mona Lisa (actrice, née en 1895)
Pour les articles homonymes, voir Mona Lisa.
Mona Lisa, née Gloria Guinto en 1895 à Kansas City, est une actrice américaine ayant fait l'essentiel de sa carrière dans le cinéma muet.

## Filmographie
- 1918 : Restitution de Howard Gaye : Sarah
- 1920 : L'Ève éternelle (To Please One Woman)  : Leila
- 1921 : The Silver Car de David Smith : Pauline
- 1921 : Les Ruses de l'amour (What's Worth While?) : Sophia
- 1921 : Deux Femmes trop sages (Too Wise Wives) de Lois Weber : Sara
- 1922 : Notoriety (en) de William Nigh : Dorothy Wedderburn
- 1922 : Divorce Coupons (en) de Webster Campbell : Ishtar Lane
- 1933 : Sucker Money (en) de Dorothy Davenport et Melville Shyer : Princesse Karami

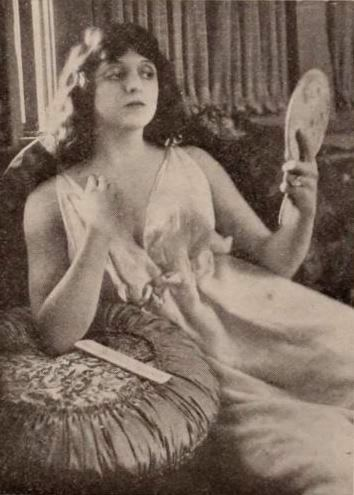
Mona Lisa en 1918.
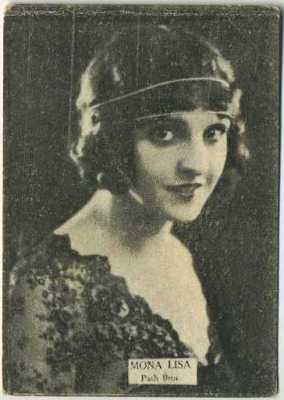
Mona Lisa vers 1920.
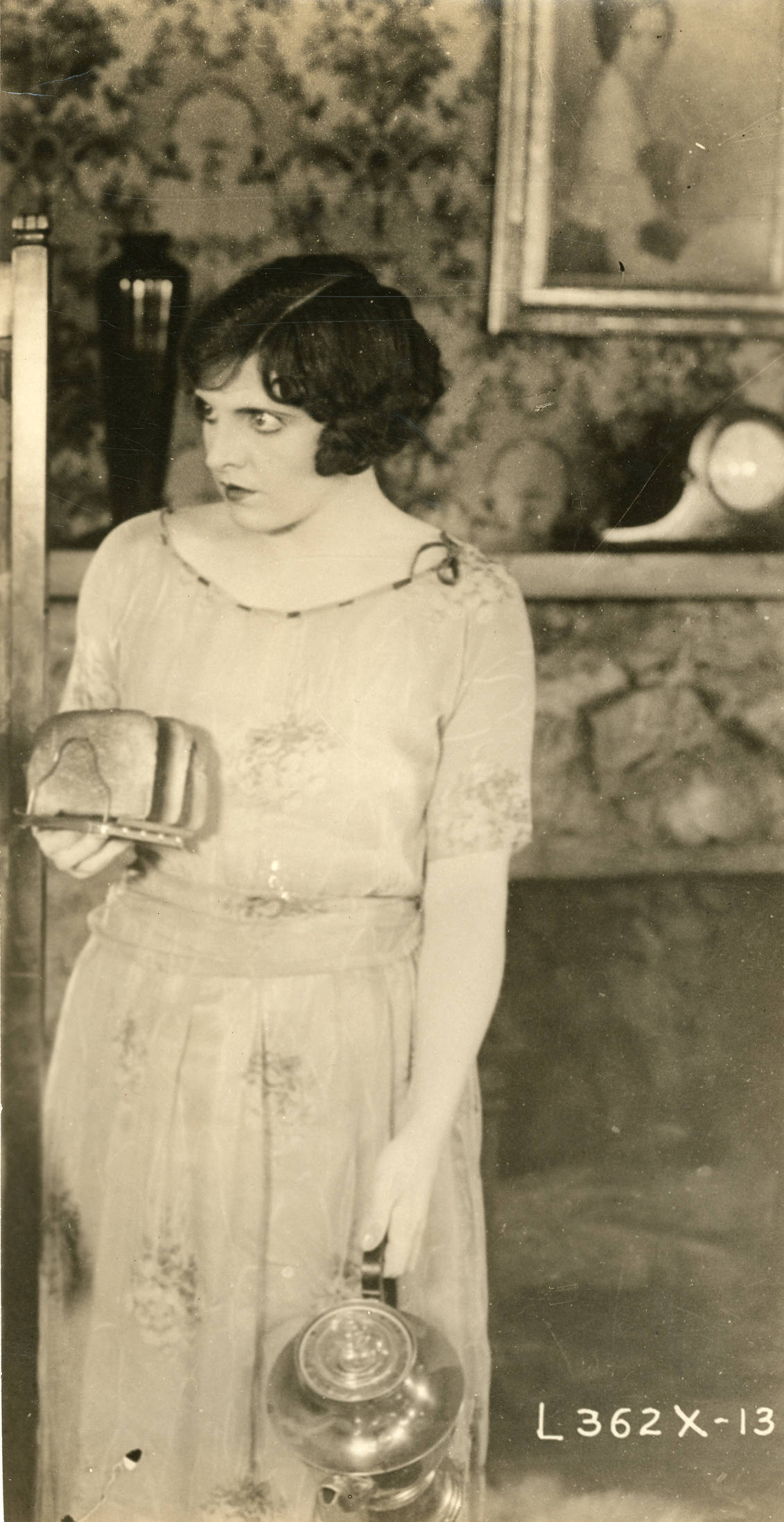
Mona Lisa en 1921.
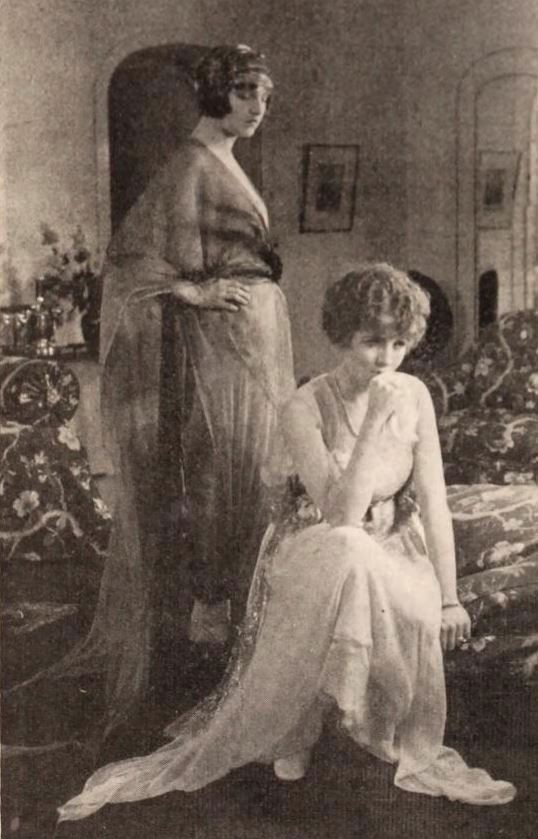
Mona Lisa avec Claire Windsor.